# Latiguillo

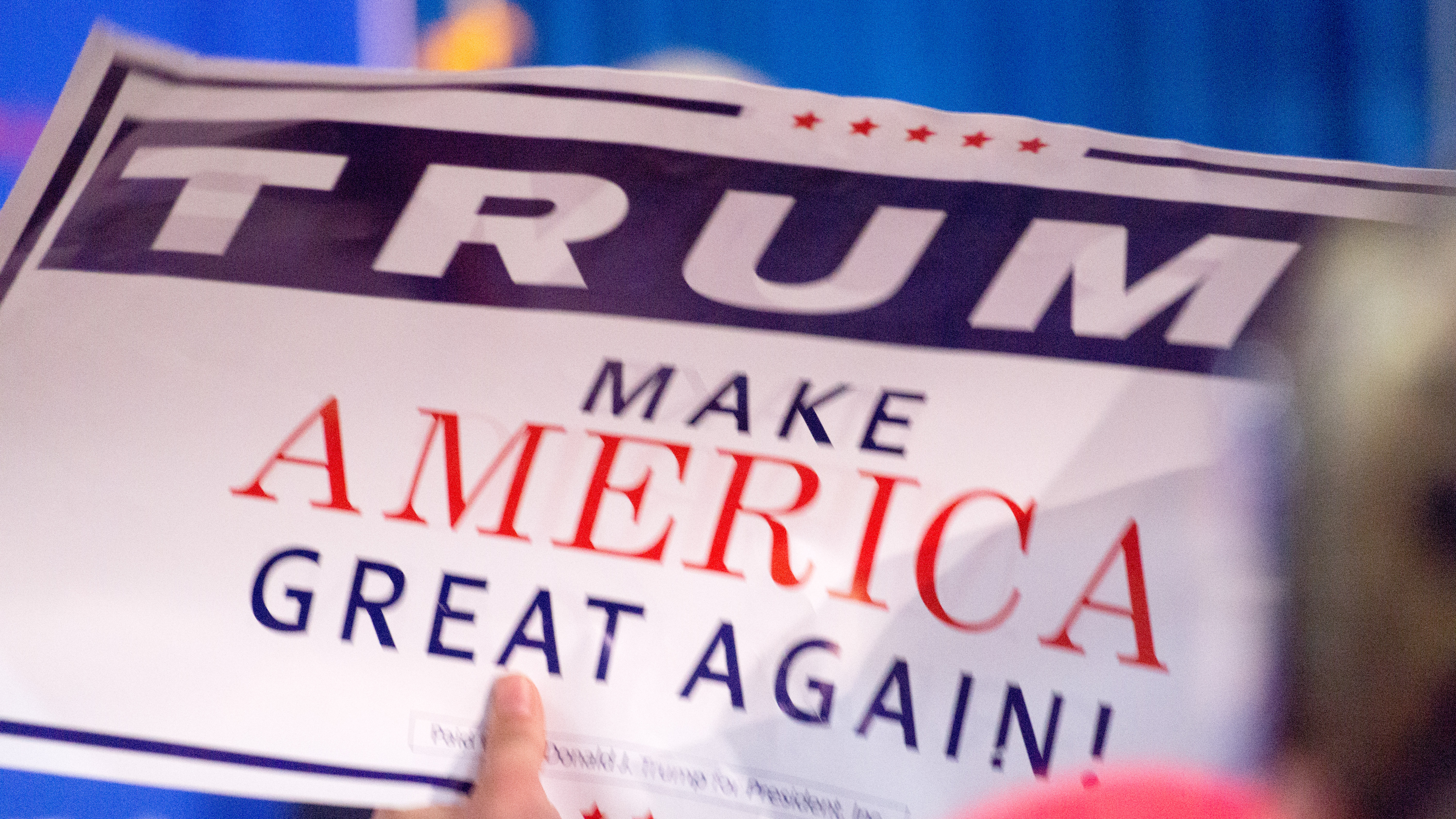
Letrero

Un latiguillo es una frase o expresión caracterizada por su constante repetición. Estas frases meméticas se originan a menudo en la cultura popular y en las artes, y se difunden a través de una gran variedad de medios de comunicación (tales como literatura o publicaciones, películas, televisión o radio), así como el boca a boca. Algunos latiguillos llegan a convertirse en la carta de presentación de la persona o personaje que los originaron, y puede ser de ayuda a la hora de identificar un actor con el personaje que lo interpreta. Este es especialmente el caso con los actores de comedia.

## Historia
La existencia de latiguillos es anterior a los medios de comunicación modernos. Una descripción del fenómeno se encuentra en Extraordinary Popular Delusions and the Madness of Crowds, publicado por Charles Mackay en 1841:

Y, antes que nada, caminemos por donde queramos, no podemos evitar escuchar de todas partes una frase repetida con deleite, y recibida con risa, por hombres de manos duras y cara sucia, por descarados carniceros y recaderos, por mujeres sueltas. , por cocheros de alquiler, conductores de cabriolés y tipos ociosos que holgazanean en las esquinas de las calles. Nadie pronuncia esta frase sin provocar la risa de todos los que lo escuchan. Parece aplicable a todas las circunstancias y es la respuesta universal a todas las preguntas; en resumen, es la frase de jerga favorita del momento, una frase que, mientras dura su breve temporada de popularidad, arroja un toque de diversión y juerga sobre la existencia de una pobreza escuálida y un trabajo mal correspondido, y les da motivos para reír. así como sus compañeros más afortunados en una etapa superior de la sociedad.